# 쥐꼬리망초
쥐꼬리망초(문화어: 무릎꼬리풀, Justicia procumbens)는 쥐꼬리망초과의 한해살이풀이다.

## 생태
높이는 30-40cm 정도이며, 줄기는 사각형으로 짧은 털이 빽빽하게 나 있다. 잎은 가장자리가 매끈한 달걀 모양으로 끝이 뾰족하며 마주난다. 꽃은 엷은 홍색 또는 흰색인데, 여름에서 가을에 걸쳐 가지 끝에 이삭꽃차례를 이루면서 달린다. 열매는 삭과이며 뿌리는 약재로 쓰인다. 주로 들이나 산기슭에서 자라며, 한국의 남부 지방에 분포하고 있다.

## 관리 및 번식법
관리법 : 화단이면 어느 곳에서나 잘 자란다. 10월에 받은 종자를 이듬해 봄 화단에 뿌려 번식시킨다.
번식법 : 10월에 종자를 이듬해 봄 화단에 뿌린다.

## 사진

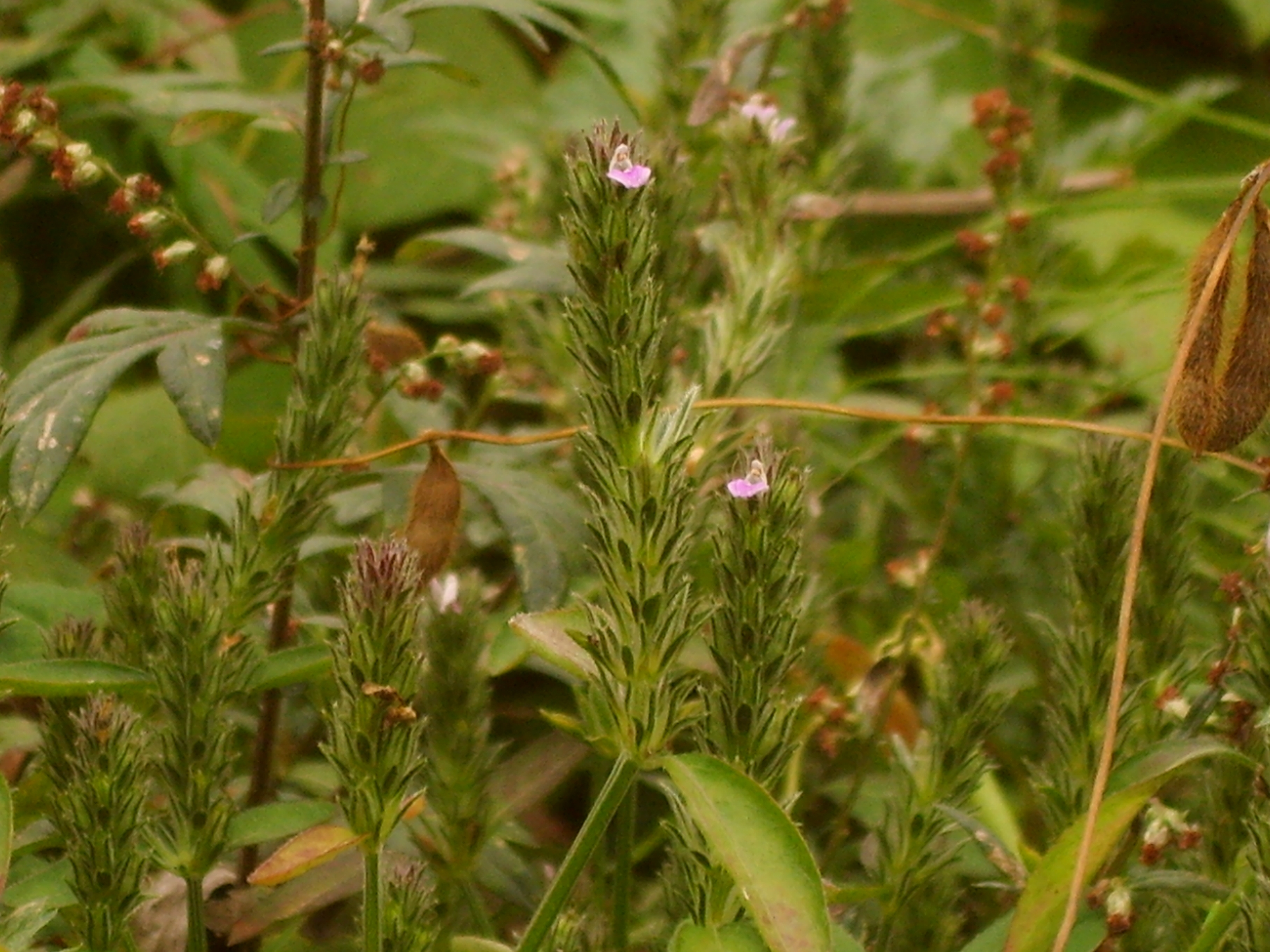
꽃대
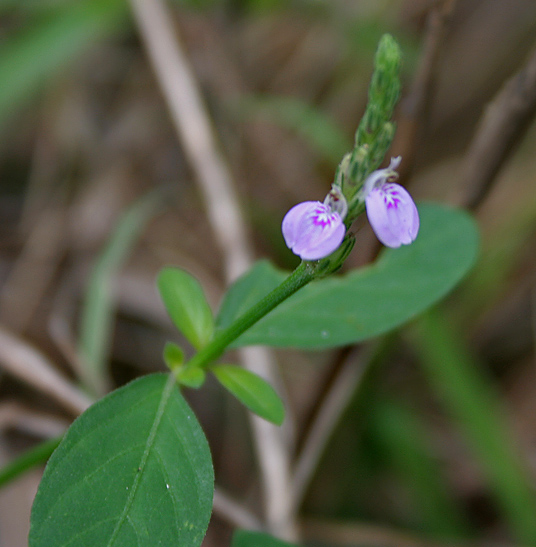
꽃

## 참고 문헌
- 이 문서에는 다음커뮤니케이션(현 카카오)에서 GFDL 또는 CC-SA 라이선스로 배포한 글로벌 세계대백과사전의 내용을 기초로 작성된 글이 포함되어 있습니다.